# Деже Ђармати
Деже Ђармати (мађ. Gyarmati Dezső; Мишколц, 23. октобар 1927 — Будимпешта, 18. август 2013) бивши је мађарски ватерполиста и три пута олимпијски шампион и бивши тренер Ватерполо репрезентације Мађарске.

## Играчка каријера
Ђармати је најуспешнији ватерполо играч у историји Олимпијских игара, и сматра се најбољим играчем свих времена Учествовао је на укупно пет летњих олимпијских игара, а злато је оссвојио у Хелсинкоју 1952. године, у Мелбурну 1956. године и Токију 1964. године. Мађарски ватерполи тим је такође освојио сребрну медаљу на Летњим олимпијским играма Лондону 1948. године и бронзану у Риму 1960. године.
Ђармати је такође освајао титуле европског шампиона два пута 1964. године и 1962. године. Одиграо је укупно 108 утакмица за национални тим своје земље. У своје време био је најбржи ватерполо пливач, на 100 m је пливао за 58,5 секунди.

## Тренерска каријера
Као тренер националног тима Ђармати је водио репрезентацију на олимпијским играма у Монтреалу 1976. године и освојио златну медаљу. Такође је као тренер водио репрезентацију и освојио сребрну медаљу у Минхену 1972. године и Москви 1980. године.

## Признања
Ђармати је 1976. године уврштен у интернационалну кућу славних за водене спортове (International Swimming Hall of Fame)